# 法政大學 (日本)

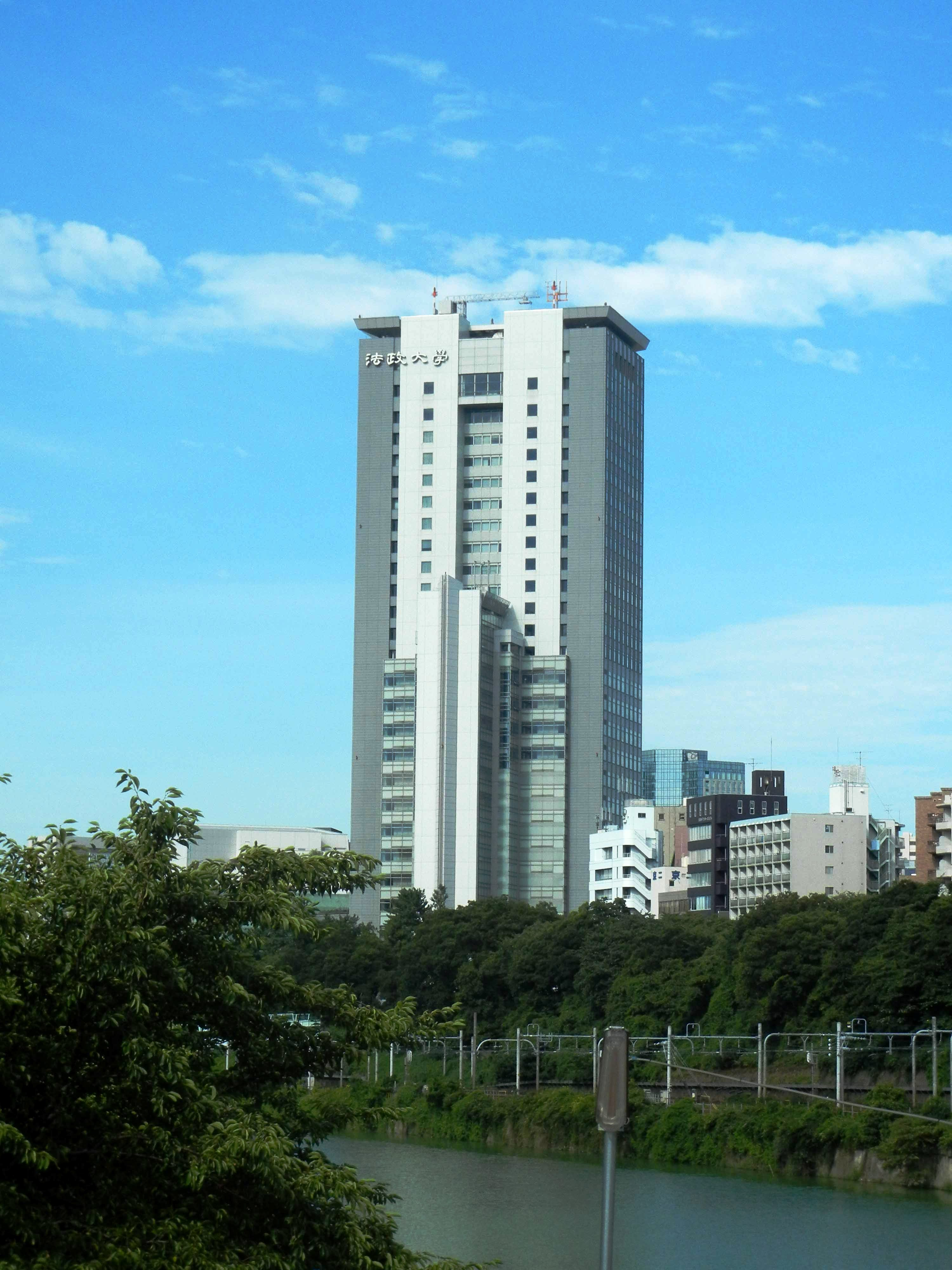
市谷校區

法政大學（日语：／ Hōsei daigaku *，英語：Hosei University），是一所位於日本東京都都心千代田區的私立大學，簡稱法政（ほうせい）、法大（ほうだい）。
该校的成立可追溯至1880年成立的東京法学社，即东京大学法学部成立之后所开办的日本第二所法律学校，当时也是日本最早的私立法律学校以及第一所创办社会学部的私立大学。1903年改称法政大学。1950年设立工学部，正式成为综合性大学。
法政大學是日本文部科學省指定的超級全球大學計劃的成員校，也与东京大学、早稻田大学、慶應義塾大學、明治大学、立教大學合稱為“東京六大学”，同时是東京都「难关私大」（非常難考的私立大學）“MARCH”之一。2017年法政大學超越早稻田大學，成為東京報考人數最多的大學。

## 历史
- 1880年（明治13年），法律學家金丸铁（日语）、伊藤修（日语）、萨埵正邦（日语）等于东京骏河台北甲贺町19番地设立的东京法学社，主要负责培养法律工作者。该校建校之初有关人士，多为担任当时日本政府法律顾问的法国法学家、被誉为“日本近代法学之父”的巴黎大学教授布瓦索纳德（Gustave Emile Boissonade de Fontarabie）的门生。
- 1881年 改名东京法学校。
- 1883年 布瓦索纳德任教导主任。
- 1889年 东京法学校与由法国学会设立的东京法国学校（成立于1886年）合并，改称「和法法律学校」。并由翻译创造了日文汉字词汇《宪法》、《权利》、《义务》、《民权》的法国法学家的箕作麟祥（日语）任校长。
- 1899年 被誉为“日本近代民法之父”梅谦次郎担任校长，开设定期重复式教育的“高等科”和以英、德、法语言学教育的 “随意科”。
- 1903年 该校根据“专门学校令”，改名为“财团法人和法法律学校法政大学”，并开设夜校和相当于研究生院的高等研究科。
- 1904年 設置法政大學清國留學生法政速成科（1908年廢止）。
- 1917年 加入“东京六大学”的前身——由早稻田大学、庆应义塾大学、明治大学组成的“三大学联盟”，结成“四大学联盟”。
- 1920年 创建财团法人法政大学，正式定名为法政大学，拥有法学部、经济学部、预科和专门部。1922年法学部新设文学科、哲学科，改名为法文学部。
- 1931年 航空研究会的学生操纵的「青年日本号」访欧飞行成功（第一个成功的日本学生）。并制定了校歌。
- 1943年 依据日本政府的“在学征集延期临时特例”（敕令）组成学生出征。
- 1944年 法政大学成立航空工业专门学校。
- 1945年 因美国空袭大部分校舍被烧毁。
- 1947年 法文学部改组为法学部、文学部两个学部，1949年，依据“学校教育法”改组成为新制大学。
- 1950年 在航空工业专门学校基础上设立工学部。
- 1951年 依私立学校法，改组为学校法人法政大学，并设立新制研究生院，有人文科学研究科和社会科学研究科。
- 1952年 设立社会学部。
- 1953年 53年馆竣工。
- 1955年 55年馆竣工。
- 1958年 58年馆竣工，55年馆与58年馆一次获得了第10回日本建筑学会奖作品奖。
- 1959年 成立设立经营学部。
- 1962年 62年馆竣工，开放奖学金制度。
- 1964年 小金井校区主楼竣工。
- 1965年 在研究院里增设工学部研究科。
- 1969年 69年馆（当前的法学研究生楼）竣工。
- 1972年 学生会馆竣工。
- 1975年 在伦敦大学设置了法政大学伦敦分室。（此研究所已在2013年3月31日关闭）
- 1977年 设置国际交流中心。
- 1979年 开放奖学金留学制度。
- 1980年 创立100周年。80年馆（图书馆・研究生楼）竣工、设置聚焦离子束研究中心。
- 1984年 多摩校区竣工，经济学部和社会学部由市谷校区转移到该校区。
- 1985年 废除短期大学部。
- 1992年 92年馆（研究生楼）竣工。
- 1997年 超前地开启了高速网络。
- 1999年 成立国际文化学部、人文环境学部。成为了第一所获得ISO 14001的综合大学。
- 2000年 设立现代福祉学部、信息科学部。市谷校区的布瓦索纳德塔（Boissonade Tower）竣工、小金井校区西馆竣工。
- 2001年 经济学部里新设了国际经济学科。
- 2003年 设置潜力开发人生设计学部。经营学部里新设了经营战略学科与市场经营学科。文学部里新设了心理学科。
- 2004年 设置法学研究科、创新管理研究科。工学部里新设了系统设计学科。小金井校区的微纳米研究中心竣工。
- 2005年 设置会计研究科。法学部里新设了国际政治学科。经济学部里新设了现代商业学科。设置体育科学研究所。
- 2006年 工学部里新设生命机能学科。国际学际研究所开课。
- 2007年 工学部改组开始。一部分学科改组为设计工学部。
- 2008年 工学部被拆为理工学部和生命科学部。设置国际教养学部（GIS）。理工学部里新设航空操纵学专修。小金井校区东馆竣工。
- 2009年 设立静冈卫星校区。设立体育健康学部。[2][3]
- 2010年 创立130周年的现代福祉学部改组开始。新设社会福祉学科与临床心理学科。布瓦索纳德和梅谦次郎去世100周年。
- 2011年 受东日本大地震的影响，这一年的学位授予典礼以及入学典礼中止。小金井校区北馆（管理楼）竣工。
- 2013年 英國《泰晤士高等教育》公布全球CEO母校排名，法政大學位列全球第100名。
- 2014年 社会学部教授田中优子（日语）上任校长，成为“东京六大学”历史上第一位女性校长。

## 学部（本科）
- 法学部
  - 法律学科
  - 政治学科
  - 国际政治学科
- 经营学部
  - 经营学科
  - 经营战略学科
  - 市场经营学科
- 经济学部
  - 经济学科
  - 国际经济学科
  - 现代商业学科
- 国际文化学部
  - 国际文化学科
- 人文环境学部
  - 人文环境学科
- 生涯设计学部
  - 生涯设计学科
- 文学部
  - 哲学科
  - 日本文学科
  - 英国文学科
  - 史学科
  - 地理学科
  - 心理学科
- 国际教养学部（GIS）
  - 国际教养学科
- 社会学部
  - 社会学科
  - 社会政策科学科
  - 媒体社会学科
- 现代福祉学部
  - 社会福祉学科
  - 临床心理学科
- 体育健康学部
  - 体育健康学科
- 设计工学部
  - 建筑学科
  - 城市环境设计工学科
  - 系统设计学科
- 理工学部
  - 机械工学科（①机械工学方向、②航空操纵学方向）
  - 电气电子工学科
  - 应用信息工学科
  - 经营系统工学科
  - 创生科学科
- 生命科学部
  - 生命机能学科（①生命机能学方向、②植物医科学方向）
  - 环境应用化学科
- 信息科学部
  - 计算机科学科
  - 数字媒体学科

## 大学院（研究所）
- 法学研究科
  - 法学专攻
- 政治学研究科
  - 政治学专攻
  - 国际政治学专攻
- 人文科学研究科
  - 哲学专攻
  - 日本文学专攻
  - 英国文学专攻
  - 史学专攻
  - 地理学专攻
  - 心理学专攻
  - 国际日本学院
- 经营学研究科
  - 经营学专攻
  - 经营学专攻夜间课程
- 经济学研究科
  - 经济学专攻
  - 经济学专攻夜间课程
- 社会学研究科
  - 社会学专攻
- 政策创造研究科
  - 政策创造专攻
- 公共政策研究科
  - 公共政策学专攻
- 生涯设计研究科
  - 生涯设计专攻
- 人类社会研究科
  - 福祉社会专攻
  - 临床心理学专攻
  - 人类福祉专攻
- 设计工学研究科
  - 建筑学专攻
  - 城市环境设计工学专攻
  - 系统设计专攻
- 理工学研究科
  - 机械工学专攻
  - 电气电子工学专攻
  - 应用信息工学专攻
  - 系统工学专攻（①系统控制方向、②经营系统方向）
  - 应用化学专攻
  - 生命机能学专攻
- 信息科学研究科
  - 信息科学专攻
- 国际文化研究科
  - 国际文化专攻

## 海外交流
该校有900余名留学生就读（2015年2月），并与以下26个国家/地区的145所知名大学/研究机构结成了交流合作校（2015年4月）。
- 中国大陆
  - 北京大学
  - 北京大学政府管理学院
  - 清华大学人文学院
  - 清华大学社会科学学院
  - 中国科学技术大学
  - 上海交通大学
  - 武汉大学
  - 厦门大学
  - 北京科技大学
  - 东南大学
  - 北京师范大学
  - 对外经济贸易大学
  - 首都师范大学
  - 上海外国语大学
  - 东北大学
  - 国家外国专家局
  - 重庆师范大学
  - 外交学院
  - 西安交通大学
  - 北京交通大学
  - 北京外国语大学
  - 中央民族大学
  - 北京日本学研究中心
  - 山东财经大学
  - 大连民族学院
  - 四川外国语大学
  - 辽宁大学国际关系学院
  - 福州大学
  - 大连外国语大学
  - 吉林大学软件学院
  - 西安电子科技大学
  - 华中科技大学
  - 中南大学软件学院
  - 大连理工大学软件学院
- 印度
  - 德里大学
  - 印度科学理工学院
- 印度尼西亞
  - 印度尼西亚大学
- - 撒马尔罕州立大学 （页面存档备份，存于）
  - 塔什干国立东方语言大学
- - 延世大学
  - 首尔大学
  - 德成女子大学
  - 嘉泉大学
  - 高麗大学
  - 梨花女子大学
  - 圣公会大学
  - 仁荷大学
  - 首尔市立大学
  - 韓國外國語大學
  - 中央大學
  - 建國大學
  - 京畿大學
  - 釜山外国语大学
  - 湖西大學
- 泰國
  - 泰国国立法政大学
  - 朱拉隆功大学
- 美国
  - 杜鲁门州立大学 （页面存档备份，存于）
  - 波士顿大学
  - 贝勒大学
  - 加利福尼亚大学戴维斯分校
  - 密歇根州立大学
  - 东湾加州州立大学
  - 加利福尼亚大学圣迭戈分校
  - 内华达大学雷诺分校
  - 博伊西州立大学 （页面存档备份，存于）
  - 圣荷西州立大学
  - 芳邦大学 （页面存档备份，存于）
  - 圣地亚哥州立大学
  - 南加州建筑学院 （页面存档备份，存于）
  - 伊利诺伊州立大学
  - 古斯塔夫阿道尔夫学院 （页面存档备份，存于）
  - 宾州西彻斯特大学 （页面存档备份，存于）
  - 威斯康星大学密尔沃基分校
- 英国
  - 皇家哈洛威学院
  - 谢菲尔德大学
  - 雷丁大学
  - 诺丁汉大学
  - 格拉斯哥大学
  - 利兹大学
  - 纽卡斯尔大学
  - 萨塞克斯大学
  - 布拉德福德大学
  - 英国约克大学
- - 悉尼大学
  - 格里菲斯大学
  - 阿德莱德大学
  - 莫纳什大学
  - 詹姆士库克大学
  - 邦德大学
- 新西兰
  - 梅西大学
  - 奥克兰大学
- 加拿大
  - 不列颠哥伦比亚大学
  - 阿尔伯塔大学
  - 多伦多大学
  - 布鲁克大学
  - 约克大学
  - 特伦特大学
  - 爱德华王子岛大学
- 爱尔兰
  - 都柏林大学
  - 利默里克大学
- 越南
  - 胡志明市技术师范大学
  - 河内国家大学所属人文社科大学
  - FPT大学 （页面存档备份，存于）
- 衣索比亞
  - 默克莱大学 （页面存档备份，存于）
- 臺灣
  - 国立政治大学
  - 国立台湾师范大学
  - 国立中山大学
  - 国立中正大学
  - 国立高雄师范大学
  - 淡江大学
  - 文藻外语大學
  - 中原大学
  - 国立虎尾科技大学
  - 国立云林科技大学
  - 实践大学
  - 元智大學
  - 中信金融管理學院
- 義大利
  - 米兰理工大学
  - 卡罗·卡塔内奥大学（University Carlo Cattaneo）
  - 威尼斯大学
- 奥地利
  - 维也纳大学
- 瑞士
  - 瑞士联邦理工学院
  - 圣加仑大学
  - 苏黎世大学
- 西班牙
  - 巴塞罗那大学
  - 呂爾研究院（Institut_Ramon_Llull）
  - 维克大学 （页面存档备份，存于）
- 捷克
  - 布拉格捷克理工大学
- 德国
  - 洪堡大学
  - 奥尔登堡大学
- 匈牙利

布达佩斯考文纽斯大学（页面存档备份，存于）
- 法國
  - 巴黎第一大学
  - 里昂第三大学（Jean Moulin University Lyon 3 ）
  - 西部天主教大学
  - 巴黎第七大学
  - 凡尔赛大学
  - 艾克斯-马赛大学
  - 斯特拉斯堡大学
  - 图卢兹第二大学（Université Toulouse - Jean Jaurès）
- 俄羅斯
  - 俄罗斯科学院东方学研究所 （页面存档备份，存于）
  - 莫斯科国立大学
  - 圣彼得堡国立大学
  - 奔萨国立大学 （页面存档备份，存于）
  - 圣彼得堡国立交通大学 （页面存档备份，存于）
  - 国立高等经济大学 （页面存档备份，存于）
- 阿根廷
  - 拉普拉塔大学 （页面存档备份，存于）
- 阿尔及利亚
  - 阿尔及尔大学

## 著名校友

### 政界
| 人物     | 毕业院系                    | 职业                                   |
| -------- | --------------------------- | -------------------------------------- |
| 菅义伟   | 法学部 毕业                 | 日本第99任內閣總理大臣                 |
| 山本拓   | 文学部 毕业                 | 日本众议院议员、日本朝鲜问题负责委员长 |
| 上田清司 | 法学部 毕业                 | 琦玉县知事                             |
| 铃木直道 | 法学部 毕业                 | 北海道知事                             |
| 大森昭   | 学部不明 毕业               | 日本参议院议员                         |
| 周恩来   | 付属东京神田高等预备校 毕业 | 中华人民共和国第1任国务院总理          |
| 沈钧儒   | 法政速成科 毕业             | 中央人民政府最高人民法院院长、七君子   |
| 胡汉民   | 法政速成科 毕业             | 国民党主席                             |
| 张知本   | 法学 毕业                   | 司法部长、武汉大学创办人               |
| 陈天华   | 法政速成科 毕业             | 革命家                                 |
| 宋教仁   | 法政速成科 毕业             | 国民党创办人                           |
| 杨度     | 法政速成科 毕业             | 政治活动家、法学家                     |
| 汪精卫   | 法学专门部 毕业             | 孙中山助手、南京国民政府主席           |
| 汤化龙   | 法学专门部 毕业             | 立宪派活动家                           |
| 曹汝霖   | 法政速成科 毕业             | 交通系首领                             |

### 文学

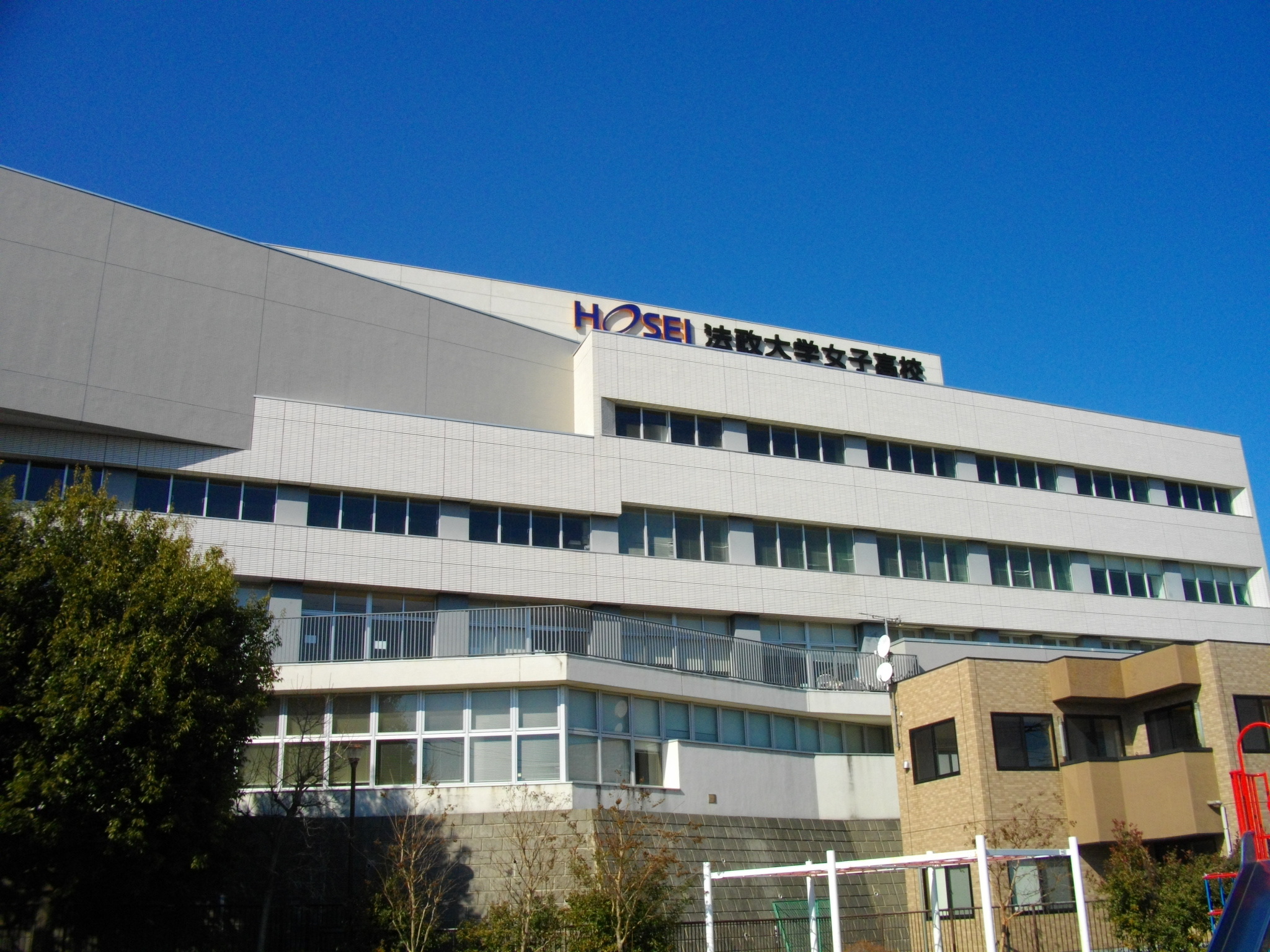
法政大學女子高中

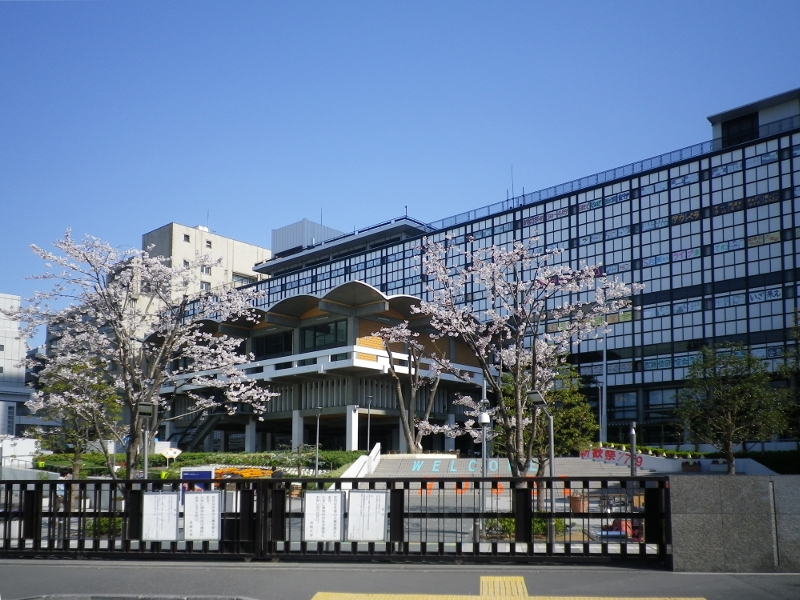
行政大樓

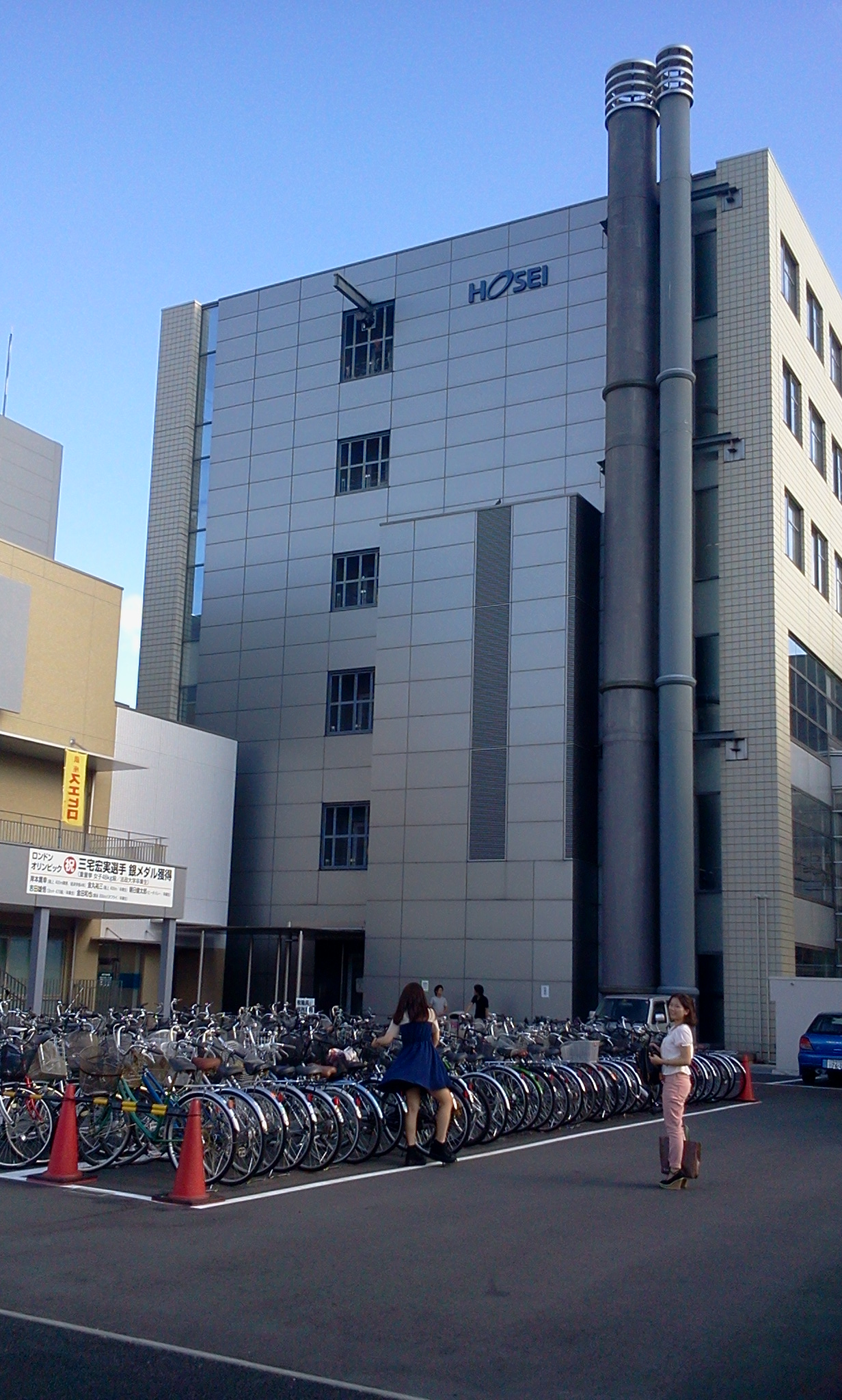
校內金井博物館

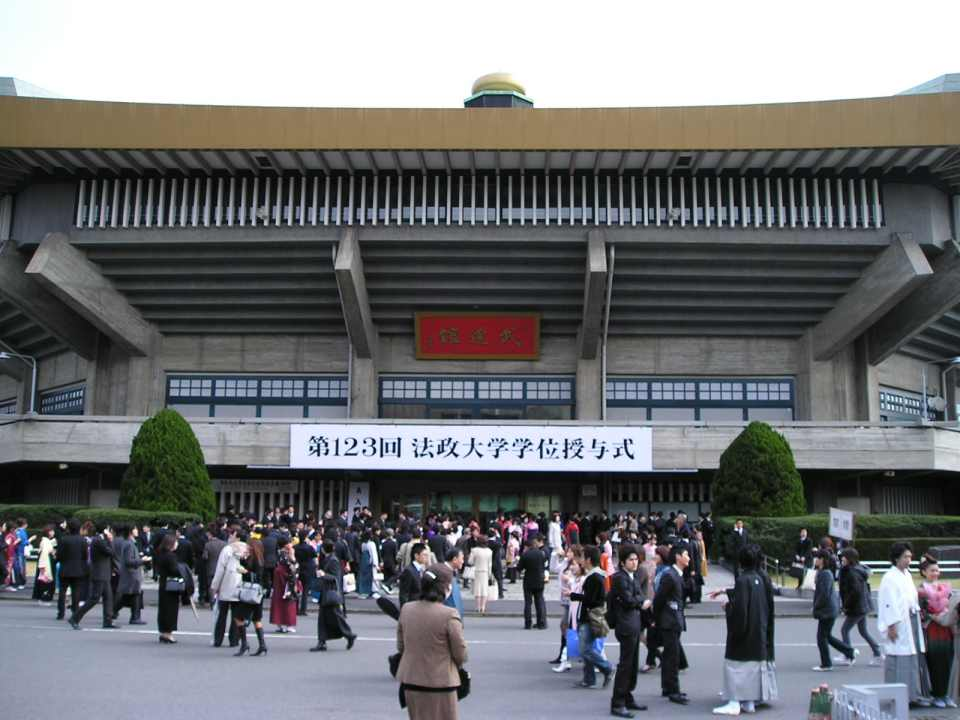
每年在武道館辦理的畢業大典

| 人物       | 毕业院系            | 职业                     |
| ---------- | ------------------- | ------------------------ |
| 椋鸠十     | 文学部 毕业         | 儿童文学家               |
| 奈须蘑菇   | 人文科学研究科 毕业 | 小说家、轻小说家、编剧   |
| 秋山瑞人   | 社会学部 毕业       | 轻小说作家、科幻小说作家 |
| 吉田修一   | 经营学部 毕业       | 作家、编剧               |
| 上远野浩平 | 经济学部 毕业       | 轻小说作家、科幻小说作家 |
| 平山梦明   | 学部不明 中退       | 恐怖小说作家             |
| 志瑞祐     | 社会学部 毕业       | 轻小说作家               |
| 香山滋     | 经济学部 中退       | 科幻小说作家             |
| 司冻季     | 文学部 毕业         | 推理小说作家             |
| 大石圭     | 文学部 毕业         | 恐怖小说作家             |
| 小田切秀雄 | 文学部 毕业         | 文学评论家               |
| 糸井重里   | 文学部 中退         | 散文家、艺人、撰稿人     |
| 周作人     | 预科 毕业           | 散文作家、翻译家         |
| 溫又柔     | 國際文化學部 毕业   | 小說家                   |

### 電影
| 人物     | 毕业院系                  | 职业             |
| -------- | ------------------------- | ---------------- |
| 堤幸彦   | 社会学部 中退             | 导演             |
| 园子温   | 文学部 中退               | 导演、编剧、诗人 |
| 村上正典 | 学部不明 毕业             | 导演             |
| 中江功   | 法学部 毕业               | 导演             |
| 犬童一心 | 附属法政大学高等学校 毕业 | 导演、编剧       |
| 山田隆司 | 学部不明 毕业             | 编剧             |

### 动画
| 人物       | 毕业院系      | 职业               |
| ---------- | ------------- | ------------------ |
| 丸山正雄   | 学部不明 毕业 | 制作人             |
| 饭冢雅弓   | 法学部 毕业   | 声优、歌手         |
| 高松信司   | 文学部 中退   | 导演、编剧、声优   |
| 吉田玲子   | 文学部 毕业   | 编剧               |
| 高野直子   | 社会学部 毕业 | 声优               |
| 秋元羊介   | 经济学部 毕业 | 声优               |
| 花田十辉   | 学部不明 毕业 | 编剧               |
| 井上伦宏   | 学部不明 毕业 | 声优、演员         |
| 出崎哲     | 文学部 中退   | 导演、编剧、制作人 |
| 十川诚志   | 文学部 毕业   | 编剧               |
| 久住昌之   | 社会学部 毕业 | 漫画家             |
| 内藤泰弘   | 社会学部 毕业 | 漫画家             |
| 松野泰己   | 经济学部 中退 | 游戏制作人         |
| 青木瑠璃子 | 社会学部 毕业 | 声优               |
| 黑澤朋世   | 毕业          | 声优               |

### 演艺
| 人物       | 毕业院系                      | 职业                 |
| ---------- | ----------------------------- | -------------------- |
| 小仓优子   | 文学部 中退                   | 模特、歌手、演员     |
| 秦基博     | 经营学部 毕业                 | 歌手、作词家、作曲家 |
| 根上淳     | 经济学部 毕业                 | 演员                 |
| 胜新太郎   | 附属法政大学高等学校 中退     | 演员、歌手           |
| 村上弘明   | 法学部 中退                   | 演员                 |
| 前田亚季   | 国际文化学部 毕业             | 演员、歌手           |
| 东根作寿英 | 社会学部 毕业                 | 演员                 |
| 肘井美佳   | 经营学部 毕业                 | 演员                 |
| 安座间美优 | 生涯设计学部 毕业             | 模特、演员           |
| KAN        | 社会学部 毕业                 | 歌手                 |
| 伊藤淳史   | 经营学部 毕业                 | 演员                 |
| 伊藤隆大   | 生涯设计学部 在学中自杀       | 演员                 |
| 山下穗尊   | 社会学部 毕业                 | 乐队生物股长吉他手   |
| 草野博纪   | 生涯设计学部 中退             | 演员                 |
| micro      | 国际文化学部 毕业             | 作曲家、作词家       |
| 小林直己   | 文学部 中退                   | 放浪兄弟成员         |
| 渡航辉     | 学部不明 毕业                 | 模特、演员           |
| 高畑充希   | 生涯设计学部 毕业             | 演员、歌手           |
| 原金太郎   | 法学部 毕业                   | 演员                 |
| 弓削智久   | 附属法政大学高等学校 毕业     | 演员                 |
| 石垣佑磨   | 附属法政大学第二高等学校 毕业 | 演员                 |
| 菊池桃子   | 政策创造研究科 修士           | 演员                 |
| 青山知可子 | 文学部 毕业                   | 演员                 |
| 池田骏介   | 经济学部 毕业                 | 演员                 |
| 安藤圣     | 国际文化学部 毕业             | 演员                 |
| 冈本果奈美 | 生涯设计学部 在学             | 模特                 |
| 中江有里   | 文学部 毕业                   | 演员、歌手、编剧     |
| 田边诚一   | 附属法政大学第二高等学校 毕业 | 演员、导演           |
| 寺尾聪     | 附属法政大学第二高等学校 中退 | 演员、歌手           |
| 西冈德马   | 附属法政大学第二高等学校 中退 | 演员                 |
| 三岛雅夫   | 文学部 毕业                   | 演员                 |

### 体育
| 人物         | 职业           |
| ------------ | -------------- |
| 藤田信男     | 棒球名選手     |
| G.G.佐藤     | 職業棒球名選手 |
| 日馬富士公平 | 日本大相撲力士 |

### 其他
| 人物     | 毕业院系          | 职业                         |
| -------- | ----------------- | ---------------------------- |
| 后藤健二 | 社会学部 毕业     | 自由记者、作家、纪录片制作人 |
| 岩合光昭 | 经济学部 毕业     | 动物摄影师                   |
| 铃木纪夫 | 经济学部 中退     | 冒险家                       |
| 白川在   | 建筑学研究科 毕业 | 建筑师                       |
| 中村竜治 | 建筑学部 毕业     | 建筑师                       |
| 中里和人 | 文学部 毕业       | 摄影家                       |